# Eddy van IJzendoorn
Eddy van IJzendoorn (* 21. März 1985 in Tiel) ist ein niederländischer Cyclocross- und Straßenradrennfahrer.
Eddy van IJzendoorn gewann bei den Cyclocross-Weltmeisterschaften 2003 in Monopoli die Silbermedaille in der Juniorenklasse. 2004 wurde er Profi bei der niederländischen Mannschaft Van Vliet-EBH Advocaten. In seinem ersten Jahr dort gewann er das Crossrennen Nacht van Woerden. 2006 und 2007 fuhr er zusammen mit seinem Bruder Rik van IJzendoorn bei dem belgischen Continental Team Palmans. 2009 gewann Eddy van IJzendoorn den Veldrit Sint-Michielsgestel.

## Erfolge – Cyclocross
2004/2005
- Nacht van Woerden, Woerden

2008/2009
- Internationale Veldrit Sint-Michielsgestel, Sint-Michielsgestel

## Teams
- 2004 Van Vliet-EBH Advocaten
- 2005 Van Vliet-EBH Advocaten
- 2006 Palmans Collstrop
- 2007 Palmans-Cras
- 2008 Line Lloyd Footwear Cyclingteam
- 2009 AA Drink-BeOne
- 2010 AA Drink Cycling Team
- 2011 Orange Babies Cycling Team

- 2014 NatuBalans-Apex